# 6614 Antisthenes
A 6614 Antisthenes (ideiglenes jelöléssel 6530 P-L) a Naprendszer kisbolygóövében található aszteroida. Cornelis Johannes van Houten,  Ingrid van Houten-Groeneveld és Tom Gehrels fedezte fel 1960. szeptember 24-én.